# 塞拉杜萨利特里
塞拉杜萨利特里是巴西米纳斯吉拉斯州的一个市镇。总面积1297.748平方公里，总人口10224人，人口密度7.9人/平方公里。